# Recastell
Recastell és una partida de muntanya del terme municipal de Conca de Dalt, dins del territori de l'antic terme d'Aramunt, al Pallars Jussà.
Està situada al nord d'Aramunt Vell i del Castell d'Aramunt, a ponent de la Mare de Déu del Camp, en el pendís que uneix la Torre dels Moros amb el barranc dels Rius.